# Cantonul Laissac
Cantonul Laissac este un canton din arondismentul Rodez, departamentul Aveyron, regiunea Midi-Pyrénées, Franța.

## Comune
| Comune            | Populație (1999) | Cod poștal | Cod INSEE |
| ----------------- | ---------------- | ---------- | --------- |
| Bertholène        | 1003             | 12310      | 12026     |
| Coussergues       | 224              | 12310      | 12081     |
| Cruéjouls         | 412              | 12340      | 12087     |
| Gaillac-d'Aveyron | 296              | 12310      | 12107     |
| Laissac           | 1 531            | 12310      | 12120     |
| Palmas            | 286              | 12310      | 12177     |
| Sévérac-l'Église  | 409              | 12310      | 12271     |
| Vimenet           | 252              | 12310      | 12303     |